# 나는 네가 지난 13일 금요일 밤에 한 일을 알고 있다
《나는 네가 지난 13일 금요일 밤에 한 일을 알고 있다》(영어: Shriek If You Know What I Did Last Friday the 13th)는 미국에서 제작된 존 블랜처드 감독의 2000년 비디오 패러디 슬래셔 영화이다. 쿨리오 등이 출연하였고, 스티븐 니머스 등이 제작에 참여하였다.

## 출연진
- 줄리 벤즈
- 할리 크로스
- 머한드라 델피노
- 사이먼 렉스
- 대니 스트롱
- 쿨리오
- 에이미 그레이엄
- 티퍼니앰버 시슨
- 톰 아널드
- 셜리 존스
- 로즈 마리
- 데이비드 허먼
- 밍크 스톨
- 크리스 펄레어모
- 킴 그라이스트
- 스티븐 앤서니 로런스
- 아티 랭
- 얼라나 우바크
- 크리스틴 하지

## 기타 제작진
- 라인 제작: 더그 블레이크
- 협력 제작: 카이 에프론
- 배역: 니콜 아부스토, 조이 딕슨
- 미술: 브라이언 매케이브
- 세트: 베스 앤 런딘
- 의상: 메리 로슨